# Gao Min (ciclista)
Gao Min (em chinês:  高 敏; Hebei, 26 de janeiro de 1982) é uma ciclista olímpica chinesa. Min representou o seu país durante os Jogos Olímpicos de Verão de 2008 na corrida em estrada, em Pequim.